# Barbara Metselaar Berthold
Barbara Metselaar Berthold (* 1951 in Pleißa, Sachsen; † 21. September 2024 in Berlin) war eine deutsche Fotografin und Filmemacherin.

## Leben
Barbara Berthold studierte von 1969 bis 1971 an der Friedrich-Schiller-Universität Jena Sozialpsychologie. 1971 begann sie ein Studium der Fotografie an der Hochschule für Grafik und Buchkunst Leipzig, das sie 1976 mit einem Diplom abschloss. Danach ging sie nach Berlin, wo sie als freiberufliche Fotografin tätig war. Sie war Mitglied des Verbands Bildender Künstler der DDR.
1984 heiratete sie den Niederländer Kees Metselaar und reiste aus der DDR aus. In den Jahren 1985 bis 1989 war sie als Dozentin und künstlerische Mitarbeiterin u. a. an der Hochschule der Künste in Berlin tätig. Danach beschäftigte sie sich mit der Herstellung von Dokumentarfilmen und Video-Essays und arbeitete ab 1991 für verschiedene Fernsehproduktionen. Im Jahre 1996 zeichnete das Internationale Festival für Dokumentar- und Animationsfilm in Leipzig ihren Film Wir wären so gerne Helden gewesen mit der Silbernen Taube aus. 1998/99 hatte Barbara Merselaar Berthold einen Lehrauftrag für Fotografie an der Hochschule für Film und Fernsehen Babelsberg inne. Ihre Dokumentarfilmprojekte wurden durch Mittel der Filmförderung des Landes Mecklenburg-Vorpommern und der Kulturförderung des Freistaates Sachsen unterstützt. Im Jahre 2010 erhielt sie den Preis für künstlerische Fotografie des Künstlerinnenprogramms des Senats von Berlin.
Sie lebte in Berlin und der Uckermark.

## Ausstellungen (unvollständig)
- Junge Künstler der DDR, Karl-Marx-Stadt, Ausstellungshalle 2 am Schlossteich, 1981

- IX. Kunstausstellung der DDR, Dresden, 1982/1983
- Bezirkskunstausstellung Berlin, 1982
- Junge Künstler der DDR, Berlin, Altes Museum, 1984

- Fotowerkstatt Kreuzberg, Berlin 1985
- Stadtstand II, Installation mit Hans-Hendrik Grimmling, Lutz Friedel und Martin Steyer im Künstlerhaus Bethanien, Berlin, 1988
- DDR-Frauen fotografieren, Haus am Lützowplatz Berlin und im Museum Ludwig, Oberhausen 1990, mit Katalog: Gabriele Muschter (Hrsg.): DDR Frauen fotografieren. Lexikon und Anthologie, ex pose verlag, Berlin 1990
- Citylights, Alter Wiehrebahnhof Freiburg 1991
- Changeant, intermediales Projekt mit M.-A. Bahra, Anna Werkmeister und Heike Willingham, Waschhaus (Potsdam) 1994
- In den großen Städten, Galerie argus Fotokunst, Berlin 1996
- Cut/Kire/Schnitt, Galerie Schwarzes Kloster Freiburg, 1998
- Frozen Margaritas, fotografische Installation in der Galerie am Prater, Berlin 1999
- Deutsche Tänze, Museum für zeitgenössische Kunst Cottbus, und im Haus am Kleistpark, Berlin-Schöneberg 1999
- Positions-Attidudes-Actions, Foto Biennale Rotterdam (Beteiligung), 2000
- Within and beyond the wall (Nine German photographers) Harbourfront Gallery Toronto, 2004
- Fifteen years after the fall of the wall (Beteiligung), Central Library Gallery San Antonio, 2004
- Utopie und Wirklichkeit, Forum für Fotografie Köln und Willy-Brandt-Haus Berlin (Beteiligung), 2004
- Behind Walls, Noorderlicht Photofestival (Beteiligung), Fries Museum, Leeuwarden, 2008
- Art of two Germanys, Los Angeles County Museum of Art (Beteiligung), 2009
- Suche, Seele, Suche – zwischen zwei Welten, Galerie argus Fotokunst, Berlin 2010
- Filetstücke – Vexierbilder Berlin Mitte, Ephraim-Palais, Berlin 2010
- 4. Fotofestival,  Mannheim Ludwigshafen Heidelberg 2011[2]

## Museen und öffentliche Sammlungen mit Werken Barbara Metselaar Bertholds (unvollständig)
- Los Angeles County Museum of Art (LACMA), Los Angeles
- Berlinische Galerie, Berlin
- Märkisches Museum, Berlin
- Fotografischen Sammlung des Kunstmuseum des Landes Sachsen-Anhalt auf der Moritzburg in Halle
- Museum für zeitgenössische Kunst Cottbus

## Filme
- Staatsbeben, Materialsammlung, (Regie, Kamera, Schnitt), 1989
- Sonst knallts – die Klappe und Das Haus, künstlerische Videos, 1989/90
- Tell me the tales (Kamera), Deutscher Fernsehfunk 1991
- Seilfahrten … relativ extrem (Regiekamera, Schnitt), ZDF Kleines Fernsehspiel, 1993/94
- Wir wären so gerne Helden gewesen (Buch, Regie, Kamera, Schnitt) ZDF Kleines Fernsehspiel, 1995/96
- Frozen Margaritas (Buch, Regie, Kamera, Schnitt, Produktion), 1998/99
- Insel – Gespräche vor blühender Landschaft (Buch, Regie, Kamera, Schnitt), 2005
- Audienzen – Strategien der Selbstbehauptung (Buch, Regie, Kamera, Schnitt), mit Tina Bara, 2006/07

## Publikationen
- Kratzen am Beton – 68er in der DDR? Verlag Vopelius, Jena 2008, ISBN 978-3-939718-18-5.
- Albatros. Vom Abheben. Lukas Verlag, Berlin 2010, ISBN 978-3-86732-094-8